# Scaptomyza clavifera
Scaptomyza clavifera är en tvåvingeart som beskrevs av Wheeler och Hajimu Takada 1966. Scaptomyza clavifera ingår i släktet Scaptomyza och familjen daggflugor.
Artens utbredningsområde är Peru. Inga underarter finns listade i Catalogue of Life.